# 大石田大橋
大石田大橋（おおいしだおおはし）又は大橋（おおはし）は、山形県北村山郡大石田町に架かる橋。

## 概要
最上川に架かる橋で、右岸の大石田地区と左岸の横山地区を結んでいる。上流側の虹の大橋(1989年完成)が開通されるまでは国道347号として機能していた。現在は山形県道121号尾花沢大石田線となっている。車両が通ることができる橋であるが、幅は約5mほどしかなく、車線も引かれていない。

## 歴史

### 初代（1901年）
木製の木橋で、1901年架橋。鉄道「官有鉄道奥羽南線」（現奥羽本線）の大石田部分の開通に合わせ建設された。

### 2代目（1930年）
現在使用されている橋で、1930年12月7日に開通。木橋から鉄橋に変わった他、洪水時などの水位上昇を見据え、桁の位置を以前より上げて架け替えが行われた。鉄骨が橋脚の上に組まれているカンチレバートラス橋で、平成18年に強度の検査が行われている。
1931年から現在も行われている大石田まつり及び最上川花火大会は2代目大石田大橋の完成を祝して創始されたものである。

### 架け替え
2020年7月の豪雨による最上川氾濫に伴い、治水対策として左岸の拡幅工事が行われることになり、大石田大橋は架け替えられることになった。架け替える橋の位置について、計画では2代目の橋の位置、上流側、下流側、約200メートル下流側の4パターンが示されている。

## 周辺
大石田大橋付近を流れる最上川は大石田河岸として栄え、江戸時代は最上川最大の船着場であり、最上川舟運の中継河岸であった。船着場は大橋から上流部すぐの朧気川合流点に存在した。1792年には川船方役所が大橋すぐ近くに設けられており、1872年まで機能した。大橋の北岸にはかつての大石田川岸を復元しようと、750mに及ぶ江戸時代の大石田川岸の風景が再現されており、川船方役所の大門や塀蔵が建設された。
最上川花火大会の当日は最上川に灯篭流しも行われ、大石田大橋の下流側には観覧席も設けられる。